# Heia
Heia (* 14. April 1904 als Elisabeth Stöcke in Hannover; † 12. November 1956 in Wasserburg am Inn) war eine deutsche Malerin und Zeichnerin. 

## Leben
Heia wuchs in Berlin auf und verbrachte dort die meiste Zeit ihres Lebens. Als Tochter des auf Pferdebilder spezialisierten Malers Alfred Stöcke begeisterte sie sich seit der Kindheit für Zeichnung und Malerei. Sie studierte von 1921 bis 1923 an der Kunstgewerbeschule Berlin und anschließend bis 1925 an den Vereinigten Staatsschulen. Vom Expressionismus kam sie bald zum Surrealismus. „Bereits 1931 wird Heia bei einer Ausstellung der ‚Porza‘ in Berlin unter Malern von Rang wie Nolde, Schmidt-Rottluff, Hofer, Klee und Baumeister in der Kritik lobend erwähnt, und ihr eine gute künstlerische Zukunft vorausgesagt.“
Ab 1933 hatte es Heia schwer, in ihrem künstlerischen Stil weiterarbeiten zu können. 1937 wurde sie für Telefunken in Berlin als technische Zeichnerin dienstverpflichtet. Im Krieg wurde ihre Wohnung in Berlin ausgebombt. Ende April 1945 wanderte sie zu Fuß nach Bayern, wo sie Anfang Juli in Wasserburg ankam. Von 1946 an fanden Zeichnungen von ihr Eingang in satirische Zeitschriften wie Ulenspiegel, Simplicissimus und Das Wespennest. Ab 1947 vollzog sich in ihrem Schaffen ein Umbruch zur gegenstandslosen Malerei.

## Nachlass
Heias künstlerischer Nachlass befindet sich seit 2009 im städtischen Museum Wasserburg am Inn, ihr schriftlicher Nachlass im dortigen Stadtarchiv.